# پایگاه هوایی خیلزه-رین
پایگاه هوایی خیلزه-رین (به انگلیسی: Gilze-Rijen Air Base) (به زبان بومی: Vliegbasis Gilze-Rijen) یک فرودگاه نیروی نظامی با کد یاتا GLZ است که یک باند فرود آسفالت دارد و طول باند آن ۲۷۷۹ متر است. این فرودگاه در شهر برابانت شمالی کشور هلند قرار دارد و در ارتفاع ۱۵ متری از سطح دریا واقع شده است.